# Saint-Maden

Saint-Maden este o comună în departamentul  Côtes-d'Armor, Franța. În 1 ianuarie 2022 avea o populație de 220 de locuitori.